# František Sís
František Sís (15. září 1878 Maršov – 17. srpna 1938 Praha) byl český novinář, politik Národní strany svobodomyslné, později československý poslanec Národního shromáždění za Českou státoprávní demokracii respektive Československou národní demokracii.

## Biografie
Už počátkem 20. století se angažoval v mladočeské straně (předchůdkyně národních demokratů, oficiálně Národní strana svobodomyslná), v níž působil jako generální tajemník. Když se za první světové války stal dosavadní hlavní tiskový orgán strany Národní listy dočasně loajálním vůči vídeňské vládě, patřil Sís od roku 1917 do okruhu listu Národ, který se profiloval jako radikálně národovecký. I v rámci mladočeské strany tvořil radikální křídlo odmítající prorakouský aktivismus části mladočechů. V roce 1917 se podílel na stylizování Manifestu českých spisovatelů, který byl deklarací ve prospěch státoprávní agitace a českých národních ambicí. Byl členem skupiny domácího protirakouského odboje (takzvaná Maffie).
V roce 1918 se podílel na přerodu mladočeské strany v novou formaci Česká státoprávní demokracie, z níž se krátce nato utvořila Československá národní demokracie. V letech 1918-1920 zasedal v Revolučním národním shromáždění. V parlamentních volbách v roce 1920 získal poslanecké křeslo v Národním shromáždění. Na mandát ale rezignoval ještě během roku 1920. Jeho post pak jako náhradník zaujal Ladislav Novák. Podle údajů k roku 1920 byl profesí šéfredaktorem Národních listů v Praze.
Důvodem k rezignaci na mandát bylo oficiálně rozhodnutí věnovat se studiu v Paříži, kde se stal předsedou československé kolonie a založil Slovanský výbor. Pravým však důvodem bylo to, že před volbami přislíbil Karel Kramář stranickým zástupcům průmyslových kruhů poslanecký mandát. Špatný volební výsledek zapříčinil, že jej jejich kandidát Ladislav Novák nezískal. Po následných Novákových vehementních urgencích vyřešil pro Kramáře trapnou situace právě Sís svou rezignací. Poslanecký mandát mu byl slíben pro další volby, ale v roce 1925 Sís opětovně kvůli špatnému volebnímu výsledku a Kramářovu příslibu mandátu Františku Samkovi na žádost předsedy strany ze II. skrutinia odstoupil. Sísovi byl zároveň opětovně slíben mandát pro příští parlamentní volby, ale vzhledem ke slabému volebnímu výsledku jím vedené kandidátní listiny Československé národní demokracie v Olomoucké župě v parlamentních volbách v roce 1929 nebyl tehdy do II. skrutinia již vůbec kandidován.
Dlouhodobě, až do doby, kdy nemoc omezila jeho aktivity, zastával funkci úřadujícího místopředsedy Československé národní demokracie. Ve 20. letech 20. století patřil v rámci strany k skupině loajální ke Karlu Kramářovi. Spolu s ním byl ostře nacionalistický a vyhraněný proti politice Edvarda Beneše. V polovině 20. let rovněž jevil sympatie k začínajícímu hnutí českých fašistů. Protivníkem Kramářovy a Sísovy skupiny bylo takzvané průmyslové křídlo národních demokratů (například Ladislav Novák nebo František Hodáč), které bylo v koaliční politice pragmatičtější. Průmyslové křídlo koncem 20. let posilovalo a Sís byl roku 1931 zbaven vlivu na Národní listy. Ze zdravotních důvodů se pak stáhl i z politického života.
Zemřel v srpnu 1938. Již v dubnu 1930 ho postihl první záchvat mrtvice. V následujících letech zažil několik dalších. Deset dnů před smrtí přišel silný záchvat, který ochromil jeho dýchací soustavu.
Jeho bratr Vladimír Sís se účastnil prvního i druhého odboje a zemřel pak v komunistickém vězení.